# فريدريش هوزر
فريدريش هوزر (بالألمانية: Friedrich Hauser)‏ هو عالم آثار كلاسيكية ألماني، ولد في 1859 في شتوتغارت في ألمانيا، وتوفي في 20 فبراير 1917 في بادن بادن في ألمانيا.